# Val-de-Mercy
Val-de-Mercy település Franciaországban, Yonne megyében. Lakosainak száma 373 fő (2022. január 1.). Val-de-Mercy Coulanges-la-Vineuse, Fontenay-sous-Fouronnes, Bazarnes, Charentenay, Migé és Vincelles községekkel határos.

## Népesség
A település népessége az elmúlt években az alábbi módon változott:
| Lakosok száma | 384  | 393  | 409  | 391  | 390  | 387  | 387  | 384  | 373  |
|               | 2013 | 2015 | 2016 | 2017 | 2018 | 2019 | 2020 | 2021 | 2022 |